# Saint-Clément-les-Places
Saint-Clément-les-Places – miejscowość i gmina we Francji, w regionie Owernia-Rodan-Alpy, w departamencie Rodan.
Według danych na rok 1990 gminę zamieszkiwały 473 osoby, a gęstość zaludnienia wynosiła 38 osób/km² (wśród 2880 gmin regionu Rodan-Alpy Saint-Clément-les-Places plasuje się na 1168. miejscu pod względem liczby ludności, natomiast pod względem powierzchni na miejscu 941.).